# 2005年のラジオ (日本)
2005年のラジオ (日本)では、2005年の日本のラジオ番組、その他ラジオ界の動向について記す。

## 商号変更
- 4月1日
  - ティ・ビー・エス・ラジオ・アンド・コミュニケーションズ→TBSラジオ&コミュニケーションズ
  - エフエム中九州→エフエム熊本
- 10月1日 - 札幌テレビ放送→STVラジオ

## 開始番組

### 2005年3月放送開始
NHKラジオ第1放送
- 30日 - きらめき歌謡ライブ

NHK-FM放送
- 29日
  - 私の名盤コレクション
  - サウンドストリート21

### 2005年4月放送開始
NHKラジオ第1放送
- 2日
  - 土曜音楽パラダイス
  - 土曜の夜はケータイ短歌
- 5日 - ここはふるさと旅するラジオ こんにちは!80ちゃんです

NHKラジオ第2放送
- 4日
  - 英会話入門
  - シニアのためのものしり英語塾
  - 英会話中級
  - 英会話上級
- 11日 - のこしたいふるさとのことば

### 2005年7月放送開始
ニッポン放送
- 5日 - くりぃむしちゅーのオールナイトニッポン

## 終了番組

### 2005年3月放送終了
ニッポン放送
- 27日 - 新日鉄コンサート

CBCラジオ
- 31日 - 朝の歳時記

ラジオ沖縄
- 26日 - シャープと共に